# 暗黒の命令
『暗黒の命令』（あんこくのめいれい、Dark Command）は、1940年に公開されたアメリカ合衆国の西部劇映画。南北戦争中に起きたクァントリル・ライダース（ウィリアム・クァントリルを参照）の史実とローレンスの虐殺を基にしている。原作はW・R・バーネットの1938年の小説『The Dark Command』。監督はラオール・ウォルシュ。出演はクレア・トレヴァー、ジョン・ウェイン、ウォルター・ピジョン。
第13回アカデミー賞では作曲賞（ヴィクター・ヤング）、美術監督賞（ジョン・ヴィクター・マッケイ）でノミネート。

## あらすじ
ボブ・シートンとドクはテキサスからカンザス州にやってくる。ボブはメアリー・マクロードに一目惚れするが、メアリーは真面目な教師のウィル・カントレルと結婚する。保安官選挙がはじまりボブとカントレルが立候補、ボブが勝利する。ショックを受けたカントレルは犯罪に手を染める。
南北戦争が始まると、カントレルの一味はゲリラと化し暴れまわり、ローレンス (カンザス州)に総攻撃をかける（ローレンスの虐殺を参照）。ボブは保安官として住民を指導、町を死守する。

## キャスト
- メアリー・マクロード：クレア・トレヴァー
- ボブ・シートン：ジョン・ウェイン
- ウィル・カントレル：ウォルター・ピジョン
- フレッチ・マクロード：ロイ・ロジャース
- ドク・グランチ：ジョージ・ギャビー・ヘイス（英語版）
- アンガス・マクロード：ポーター・ホール（英語版）
- カントレルの母：マージョリー・メイン
- バックナー判事：レイモンド・ウォルバーン（英語版）
- ブッシュロップ：ジョー・ソーヤー（英語版）
- ヘイル夫人：ヘレン・マッケラー
- デイヴ：J・ファレル・マクドナルド（英語版）
- ヘイル氏：トレヴァー・バーデット（英語版）

### 日本語吹替版
| 役名                 | 俳優                 | テレビ版1 | テレビ版2 | テレビ版3 |
| -------------------- | -------------------- | --------- | --------- | --------- |
| メアリー・マクロード | クレア・トレヴァー   | 来宮良子  |           | 寺田路恵  |
| ボブ・シートン       | ジョン・ウェイン     | 金内吉男  | 島宇志夫  | 小林清志  |
| ウィル・カントレル   | ウォルター・ピジョン | 中村正    |           | 雨森雅司  |
| フレッチ・マクロード | ロイ・ロジャース     | 塚本信夫  |           | 納谷六朗  |

- テレビ版1：放送日1960年8月6日 NET
- テレビ版3：放送日1968年3月25日『サントリー名画劇場』

## 制作
1938年に出版されたW・R・バーネットの原作小説はベストセラーだった。バーネットは現代が舞台の犯罪小説で知られていて、彼としては珍しい歴史小説だった。リパブリック・ピクチャーズは原作権を手に入れ、1939年5月に製作発表をした。
1929年、ジョン・ウェインが23歳の時、マリオン・"デューク"・モリソンという名前で小道具係をしていた時に彼を見出したのがこの映画の監督ラオール・ウォルシュである。さらにウォルシュはアメリカ独立戦争の将軍アンソニー・ウェインにちなんで改名させ、当時としては画期的な70mmワイドスクリーン映画『ビッグ・トレイル』（1930年）で主演に抜擢した。本作はそんな二人が再び組んだ作品である。
この映画の予算は通常のリパブリック・ピクチャーズの予算を大きく上回るものだった。
ウォルター・ピジョンはMGMからのレンタルである。
クラインクインは1939年11月。
ウェインとクレア・トレヴァーは『駅馬車』『アレゲニーの反乱』（ともに1939年）に次ぐ共演。ウェインとロイ・ロジャースはこれが唯一の共演となった。

## 公開
プレミアは舞台となったカンザス州ローレンス。
興行的にも批評的にも好評で、リパブリックは以後もジョン・ウェイン作品に資金を投入することになった。